# Loxobates kapuri
Loxobates kapuri är en spindelart som först beskrevs av Benoy Krishna Tikader 1980.  Loxobates kapuri ingår i släktet Loxobates och familjen krabbspindlar. Inga underarter finns listade i Catalogue of Life.